# Temporada 1995-96 de los Charlotte Hornets
La temporada 1995-96 fue la octava de los Charlotte Hornets en la NBA. La temporada regular acabó con 41 victorias y 41 derrotas, ocupando el noveno puesto de la conferencia Este, no logrando clasificarse para los playoffs.

## Elecciones en elDraft
| Ronda | Puesto | Jugador      | Posición | Nacionalidad    | Universidad |
| ----- | ------ | ------------ | -------- | --------------- | ----------- |
| 1     | 22     | George Zidek | C        | República Checa | UCLA        |

## Temporada regular
| División Central      | División Central | División Central | División Central | División Central | División Central | División Central | División Central | División Central |
| Equipo                | G                | P                | %                | PD               | Casa             | Fuera            | Div              |                  |
| --------------------- | ---------------- | ---------------- | ---------------- | ---------------- | ---------------- | ---------------- | ---------------- | ---------------- |
| y-Chicago Bulls       | 72               | 10               | .878             | –                | 39–2             | 33–8             | 24–4             |                  |
| x-Indiana Pacers      | 52               | 30               | .634             | 20.0             | 32–9             | 20–21            | 19–9             |                  |
| x-Cleveland Cavaliers | 47               | 35               | .573             | 25.0             | 26–15            | 21–20            | 13–15            |                  |
| x-Atlanta Hawks       | 46               | 36               | .561             | 26.0             | 26–15            | 20–21            | 15–13            |                  |
| x-Detroit Pistons     | 46               | 36               | .561             | 26.0             | 30–11            | 16–25            | 15–13            |                  |
| Charlotte Hornets     | 41               | 41               | .500             | 31.0             | 25–16            | 16–25            | 13–15            |                  |
| Milwaukee Bucks       | 25               | 57               | .305             | 47.0             | 14–27            | 11–30            | 8–20             |                  |
| Toronto Raptors       | 21               | 61               | .256             | 51.0             | 15–26            | 6–35             | 5–23             |                  |

## Estadísticas

### Temporada regular
| Rk | Jugador          | Edad | P  | PT | MP   | TC  | TCI  | %TC  | T3  | T3I | %T3  | TL  | TLI | %TL   | RO  | RD  | RT  | AS  | RB  | TAP | BP  | FP  | PTS  |
| -- | ---------------- | ---- | -- | -- | ---- | --- | ---- | ---- | --- | --- | ---- | --- | --- | ----- | --- | --- | --- | --- | --- | --- | --- | --- | ---- |
| 1  | Larry Johnson    | 26   | 81 | 81 | 40.4 | 7.2 | 15.1 | .476 | 0.8 | 2.3 | .366 | 5.3 | 7.0 | .757  | 3.1 | 5.4 | 8.4 | 4.4 | 0.7 | 0.5 | 2.2 | 2.1 | 20.5 |
| 2  | Glen Rice        | 28   | 79 | 79 | 39.8 | 7.7 | 16.4 | .471 | 2.2 | 5.1 | .424 | 4.0 | 4.8 | .837  | 1.1 | 3.7 | 4.8 | 2.9 | 1.2 | 0.2 | 2.1 | 2.7 | 21.6 |
| 3  | Kendall Gill     | 27   | 36 | 36 | 35.1 | 5.0 | 10.3 | .481 | 0.5 | 1.5 | .315 | 2.5 | 3.3 | .761  | 1.6 | 3.7 | 5.3 | 6.3 | 1.2 | 0.6 | 3.1 | 2.8 | 12.9 |
| 4  | Scott Burrell    | 25   | 20 | 20 | 34.7 | 4.6 | 10.3 | .447 | 1.9 | 4.9 | .378 | 2.1 | 2.8 | .750  | 1.3 | 3.6 | 4.9 | 2.4 | 1.4 | 0.7 | 2.2 | 3.8 | 13.2 |
| 5  | Kenny Anderson   | 25   | 38 | 36 | 34.3 | 5.4 | 11.9 | .454 | 1.5 | 4.1 | .357 | 2.9 | 3.9 | .727  | 0.7 | 2.0 | 2.7 | 8.6 | 1.6 | 0.2 | 2.3 | 2.8 | 15.2 |
| 6  | Matt Geiger      | 26   | 77 | 50 | 30.5 | 4.6 | 8.6  | .536 | 0.0 | 0.1 | .375 | 1.9 | 2.7 | .727  | 2.6 | 5.8 | 8.4 | 0.8 | 0.6 | 0.8 | 1.8 | 3.8 | 11.2 |
| 7  | Dell Curry       | 31   | 82 | 29 | 28.9 | 5.4 | 11.9 | .453 | 2.0 | 5.0 | .404 | 1.8 | 2.1 | .854  | 0.8 | 2.4 | 3.2 | 2.1 | 1.3 | 0.3 | 1.6 | 2.1 | 14.5 |
| 8  | Khalid Reeves    | 23   | 20 | 5  | 20.9 | 2.7 | 5.9  | .458 | 0.6 | 1.8 | .306 | 2.2 | 2.6 | .843  | 0.6 | 1.5 | 2.0 | 3.6 | 0.8 | 0.1 | 1.5 | 2.3 | 8.1  |
| 9  | Joe Wolf         | 31   | 1  | 0  | 18.0 | 0.0 | 1.0  | .000 | 0.0 | 0.0 |      | 0.0 | 0.0 |       | 0.0 | 2.0 | 2.0 | 0.0 | 2.0 | 0.0 | 2.0 | 2.0 | 0.0  |
| 10 | Michael Adams    | 33   | 21 | 3  | 15.7 | 1.8 | 4.0  | .446 | 0.7 | 2.0 | .341 | 1.2 | 1.7 | .743  | 0.2 | 0.8 | 1.0 | 3.2 | 1.0 | 0.2 | 1.2 | 1.2 | 5.4  |
| 11 | Anthony Goldwire | 24   | 42 | 8  | 14.8 | 1.8 | 4.5  | .402 | 0.8 | 2.0 | .398 | 1.1 | 1.4 | .767  | 0.2 | 0.8 | 1.0 | 2.7 | 0.4 | 0.0 | 1.5 | 1.9 | 5.5  |
| 12 | Robert Parish    | 42   | 74 | 34 | 14.7 | 1.6 | 3.3  | .498 | 0.0 | 0.0 |      | 0.7 | 1.0 | .704  | 1.2 | 2.9 | 4.1 | 0.4 | 0.3 | 0.7 | 0.7 | 1.1 | 3.9  |
| 13 | Pete Myers       | 32   | 32 | 1  | 14.2 | 0.9 | 2.7  | .333 | 0.1 | 0.5 | .188 | 1.0 | 1.4 | .674  | 0.4 | 1.7 | 2.1 | 1.5 | 0.6 | 0.2 | 0.8 | 1.8 | 2.9  |
| 14 | Darrin Hancock   | 24   | 63 | 7  | 13.3 | 1.8 | 3.4  | .523 | 0.0 | 0.0 | .333 | 0.7 | 1.2 | .644  | 0.6 | 0.9 | 1.6 | 0.7 | 0.4 | 0.1 | 0.9 | 1.5 | 4.3  |
| 15 | Muggsy Bogues    | 31   | 6  | 0  | 12.8 | 1.0 | 2.7  | .375 | 0.0 | 0.2 | .000 | 0.3 | 0.3 | 1.000 | 1.0 | 0.2 | 1.2 | 3.2 | 0.3 | 0.0 | 1.0 | 0.7 | 2.3  |
| 16 | George Zídek     | 22   | 71 | 21 | 12.5 | 1.5 | 3.5  | .423 | 0.0 | 0.0 |      | 1.0 | 1.3 | .763  | 1.0 | 1.6 | 2.6 | 0.2 | 0.1 | 0.1 | 0.5 | 2.4 | 4.0  |
| 17 | Greg Sutton      | 28   | 18 | 0  | 10.6 | 1.1 | 2.8  | .400 | 0.4 | 1.2 | .333 | 0.8 | 1.1 | .789  | 0.2 | 0.6 | 0.8 | 2.2 | 0.4 | 0.0 | 0.9 | 2.0 | 3.4  |
| 18 | Rafael Addison   | 31   | 53 | 0  | 9.7  | 1.5 | 3.1  | .467 | 0.0 | 0.2 | .000 | 0.3 | 0.4 | .773  | 0.5 | 1.2 | 1.7 | 0.6 | 0.2 | 0.2 | 0.5 | 1.4 | 3.2  |
| 19 | Corey Beck       | 24   | 5  | 0  | 6.6  | 0.4 | 1.6  | .250 | 0.0 | 0.0 |      | 0.2 | 0.4 | .500  | 0.6 | 0.8 | 1.4 | 1.0 | 0.2 | 0.0 | 0.8 | 1.6 | 1.0  |
| 20 | Gerald Glass     | 28   | 5  | 0  | 3.0  | 0.4 | 1.0  | .400 | 0.0 | 0.2 | .000 | 0.2 | 0.2 | 1.000 | 0.2 | 0.2 | 0.4 | 0.0 | 0.2 | 0.0 | 0.0 | 1.0 | 1.0  |
| 21 | Donald Hodge     | 26   | 2  | 0  | 1.0  | 0.0 | 0.0  |      | 0.0 | 0.0 |      | 0.0 | 0.0 |       | 0.0 | 0.5 | 0.5 | 0.0 | 0.0 | 0.0 | 0.0 | 0.0 | 0.0  |

## Galardones y récords
| Jugador   | Galardón |
| Glen Rice | All-Star |